# Mira McKinney
Pour les articles homonymes, voir McKinney.
Mira Mckinney (23 octobre 1892-2 mai 1978) est une actrice américaine, surtout connue pour avoir joué dans Les Temps modernes de Charlie Chaplin.

## Filmographie
- Les Temps modernes (1936) - Épouse du ministre
- Furie (1936) - Hysterical Townswoman at Trial (non créditée)
- The President's Mystery (1936) - Phony Townswoman (non  créditée)
- Capitaines courageux (1937) - Bit Role (non créditée)
- Meet the Missus (1937) - Baving Beauty (non créditée)
- The Case of the Stuttering Bishop (1937) - Ida Gilbert
- Voleurs d'or (en) (Blazing Sixes) (1937) - Aunt Sarah Morgan
- Back in Circulation (1937) - First Matron (non créditée)
- Music for Madame (1937) - Rodowsky Admirer (non créditée)
- Arson Gang Busters (1938) - Lady (non  créditée)
- Young Fugitives (1938) - Letty
- The Road to Reno (1938) - Hannah
- Garden of the Moon (1938) - Sarah - Champagne Customer (non créditée)
- Prairie Moon (1938) - Mrs. Higgins (non créditée)
- Nuits de bal (1938) - Rôle secondaire (non créditée)
- Toute la ville danse (The Great Waltz) (1938) - Miss Dunkel (non créditée)
- Sweethearts (1938) - Telephone Operator (non créditée)
- Risky Business (1939) - Shirley Ann's Mother (non créditée)
- Woman Doctor (1939) - Nurse (non  créditée)
- Femme du monde (Cafe Society) (1939) - Secretary (non créditée)
- I Stole a Million (1939) - Mrs. Loomis - Laura's Landlady (non créditée)
- When Tomorrow Comes (1939) - Waitress (non  créditée)
- Stop, Look and Love (1939) - Flower Woman (non créditée)
- The Honeymoon's Over (1939) - Newspaper Woman (non créditée)
- Rendez-vous (The Shop Around the Corner) (1940) - Customer (non  créditée)
- The House of the Seven Gables (1940) - Mrs. Reynolds (non créditée)
- An Angel from Texas (1940) - Mrs. Mills (non  créditée)
- Alias the Deacon (1940) - Mrs. Gregory
- Hot Steel (1940) - Elvira Appleby
- Bad Man from Red Butte (en) (1940) - Miss Woods
- Earthbound (1940) - Minor Role (non  créditée)
- Third Finger, Left Hand (1940) - Miss Dell (non créditée)
- Nobody's Children (1940) - Mrs. Ferber (non  créditée)
- Sandy Gets Her Man (1940) - Flighty Woman (non  créditée)
- Santa Fe Trail (1940) - Survivor at Delaware Crossing (non créditée)
- Nice Girl? (1941) - Gossip (non  créditée)
- Bachelor Daddy (1941) - Landlady
- Life Begins for Andy Hardy (1941) - Miss Gomez, Fur Store Owner (non créditée)
- A Dangerous Game (1941) - Mrs. Hubbard
- Papa se marie (Father Takes a Wife) (1941) - Second Lady at Launching (non créditée)
- It Started with Eve (1941) - Party Guest (non créditée)
- One Foot in Heaven (1941) - Movie Theatre Cashier (non créditée)
- You Belong to Me (1941) - Lipstick Woman (non créditée)
- Always Tomorrow: The Portrait of an American Business (1941) - Little Boy's Mother (non créditée)
- Double Trouble (1941) - Mrs. Whitmore
- All Through the Night (1942) - Lady Behind Gloves at Auction (non créditée)
- Lady in a Jam (1942) - Lady of the Evening (non créditée)
- The Mummy's Tomb (1942) - Vic's Wife (non  créditée)
- Robin des Bois cow-boy (Red River Robin Hood) (1942) - Mrs. Halstead (non créditée)
- La Fièvre de l'or noir (Pittsburgh) (1942) - Tilda (non créditée)
- Madame Spy (1942) - Red Cross Woman (non créditée)
- Keep 'Em Slugging (1943) - Customer (non  créditée)
- Rhythm of the Islands (1943) - Miss Priddy
- Moonlight in Vermont (1943) - Elvira
- Standing Room Only (1944) - Wife of Colonel (non créditée)
- Le Fantôme de la Momie (The Mummy's Ghost) (1944) - Mrs. Evans (non créditée)
- Voyage sans retour (Till We Meet Again) (1944) - Portress (non créditée)
- The Affairs of Susan (1945) - Actress at Party (non créditée)
- The Man Who Walked Alone (1945) - Jail Matron
- Incendiary Blonde (1945) - Nurse (voice, non créditée)
- Rough Riders of Cheyenne (1945) - Harriet Sterling
- Crime passionnel (Fallen Angel) (1945) - Mrs. Judd (non créditée)
- Hold That Blonde (1945) - Helen Sedgemore (non créditée)
- Talk About a Lady (1946) - Letitia Harrison
- Junior Prom (1946) - Mrs. Rogers
- La Folle Ingénue (Cluny Brown) (1946) - Author's Wife (non créditée)
- Shadows Over Chinatown (1946) - Kate Johnson
- Je vous ai toujours aimé (I've Always Loved You) (1946) - Telsman (non créditée)
- Beat the Band (1947) - Mrs. Elvira Rogers
- Living in a Big Way (1947) - Committee Woman (non créditée)
- Something in the Wind (1947) - Old Woman (non créditée)
- Railroaded! (1947) - Beauty salon owner (non créditée)
- Linda, Be Good (1947) - Mrs. Thompson
- La Brigade du suicide (T-Men) (1947) - Woman (non  créditée)
- Sitting Pretty (1948) - Mrs. Phillips (non créditée)
- Mickey (1948) - Office Nurse (non créditée)
- La Fosse aux serpents (The Snake Pit) (1948) - Patient (non créditée)
- The Doolins of Oklahoma (1949) - Maudie (non créditée)
- Prejudice (1949) - Ma Hanson (non  créditée)
- Trail of the Rustlers (1950) - Mrs. J.G. Mahoney
- Suzy... dis-moi oui (A Woman of Distinction) (1950) - Member (non créditée)
- Destination Big House (en) (1950) - Mrs. Carroll (non créditée)
- Fancy Pants (1950) - Mollie (non créditée)
- Harriet Craig (1950) - Mrs. Winston (non créditée)
- Kansas Raiders (1950) - Woman Shouting Murder (non créditée)
- Hunt the Man Down (1950) - Rolene's Aunt (non  créditée)
- Nuit de noces mouvementée (The Groom Wore Spurs) (1951) - Mrs. Forbes
- Heart of the Rockies (1951) - Mrs. Edsel
- The Blue Veil (1951) - Customer (non créditée)
- Le Droit de tuer (The Unknown Man) (1951) - Maid (non  créditée)
- Rose of Cimarron (1952) - Townswoman (non créditée)
- Paula (1952) - Professor's Wife (non créditée)
- Rainbow 'Round My Shoulder (1952) - Mrs. Abernathy (non créditée)
- Francis Covers the Big Town (1953) - Mrs. Henry Potterby (non créditée)
- The Last Posse (1953) - Mrs. Mitchell (non créditée)
- The Eddie Cantor Story (1953) - Pianist (non créditée)
- Women's Prison (1955) - Burke (non créditée)
- The Kettles in the Ozarks (1956) - Bit Role (non créditée)